# 新城郵便局
新城郵便局
（しんしろゆうびんきょく）
- 愛知県新城市にある郵便局。本記事にて記述する。

（しんじょうゆうびんきょく）
- 鹿児島県垂水市にある郵便局。局番号は78187。
- 北海道芦別市にある郵便局。局番号は97092。

新城簡易郵便局
（しんじょうかんいゆうびんきょく）
- 宮城県気仙沼市にある簡易郵便局。局番号は81736。

新城郵便局（しんしろゆうびんきょく）は、愛知県新城市にある郵便局。民営化前の分類では集配普通郵便局であった。局番号は21015。

## 概要

### 住所
- 〒441-1399：愛知県新城市城北1-1-1

### 沿革
- 1871年4月20日（明治4年：3月1日） - 日本の近代郵便制度の創設とともに、新城郵便取扱所として開設[1]。
- 1875年（明治8年）1月1日 - 新城郵便局（五等）となる。
- 1876年（明治9年）11月1日 - 為替取扱を開始。
- 1879年（明治12年）1月1日 - 貯金取扱を開始。
- 1893年（明治26年）3月21日 - 新城郵便電信局となる。
- 1903年（明治36年）4月1日 - 通信官署官制の施行に伴い新城郵便局となる。
- 1953年（昭和28年）11月1日 - 電気通信業務を新城電報電話局に移管[2]。
- 1956年（昭和31年）9月1日 - 電話通話および和文電報受付事務の取扱を開始。
- 1957年（昭和32年）3月15日 - 東郷郵便局および八名郵便局から集配業務を移管。
- 1958年（昭和33年）4月1日 - 特定郵便局から普通郵便局に局種別改定。
- 1959年（昭和34年）10月 - 局舎落成。
- 1980年（昭和55年）7月21日 - 新城市町並から、同市城北一丁目に局舎を新築、移転。旧局舎は市立図書室として利用された。1987年に新城地域文化広場内に新城図書館が完成したことで、局舎の図書室は閉鎖された。建物自体はその後しばらくは現存していたが、後に取り壊された。
- 1999年（平成11年） - 外国通貨の両替および旅行小切手の売買に関する業務取扱を開始
- 2007年（平成19年）10月1日 - 民営化に伴い、併設された郵便事業新城支店に一部業務を移管。
- 2012年（平成24年）10月1日 - 日本郵便株式会社の発足に伴い、郵便事業新城支店を新城郵便局に統合。

## 取扱内容
- 郵便、印紙、ゆうパック、内容証明
- 貯金、為替、振替、振込、国際送金、国債、投資信託
- 生命保険、バイク自賠責保険、自動車保険
- ゆうちょ銀行ATM
- 「441-13xx」区域（新城市（合併以前からの新城市域））の集配業務
- 作手、長篠、設楽、津具、東栄、豊根の各郵便局の集配業務の統括。
- ゆうゆう窓口

## 周辺
- 愛知県警察 新城警察署
- 城北東部公園
- ピアゴ新城店
- 新城税務署

## アクセス
- JR飯田線 新城駅から徒歩で約9分。
- 豊鉄バス、新城市Sバス「新城郵便局」バス停留所下車。
- 東名高速道路 豊川ICから北東へ約11km。
- 国道151号（伊那街道）警察署南交差点を南に折れて約200m。
- 駐車場あり：11台。